# Filippine ai Giochi della XXIV Olimpiade
Le Filippine parteciparono ai Giochi della XXIV Olimpiade, svoltisi a Seul, Corea del Sud, dal 17 settembre al 2 ottobre 1988, con una delegazione di 31 atleti impegnati in undici discipline.